# Thottea sumatrana
Thottea sumatrana är en piprankeväxtart som först beskrevs av Elmer Drew Merrill, och fick sitt nu gällande namn av Ding Hou. Thottea sumatrana ingår i släktet Thottea och familjen piprankeväxter. Inga underarter finns listade i Catalogue of Life.